# Cerro Mayo (Patagonia)
El cerro Mayo o de Mayo es una montaña ubicada en el campo de hielo patagónico sur, en la provincia de Santa Cruz, Argentina. Forma parte del Parque Nacional Los Glaciares.

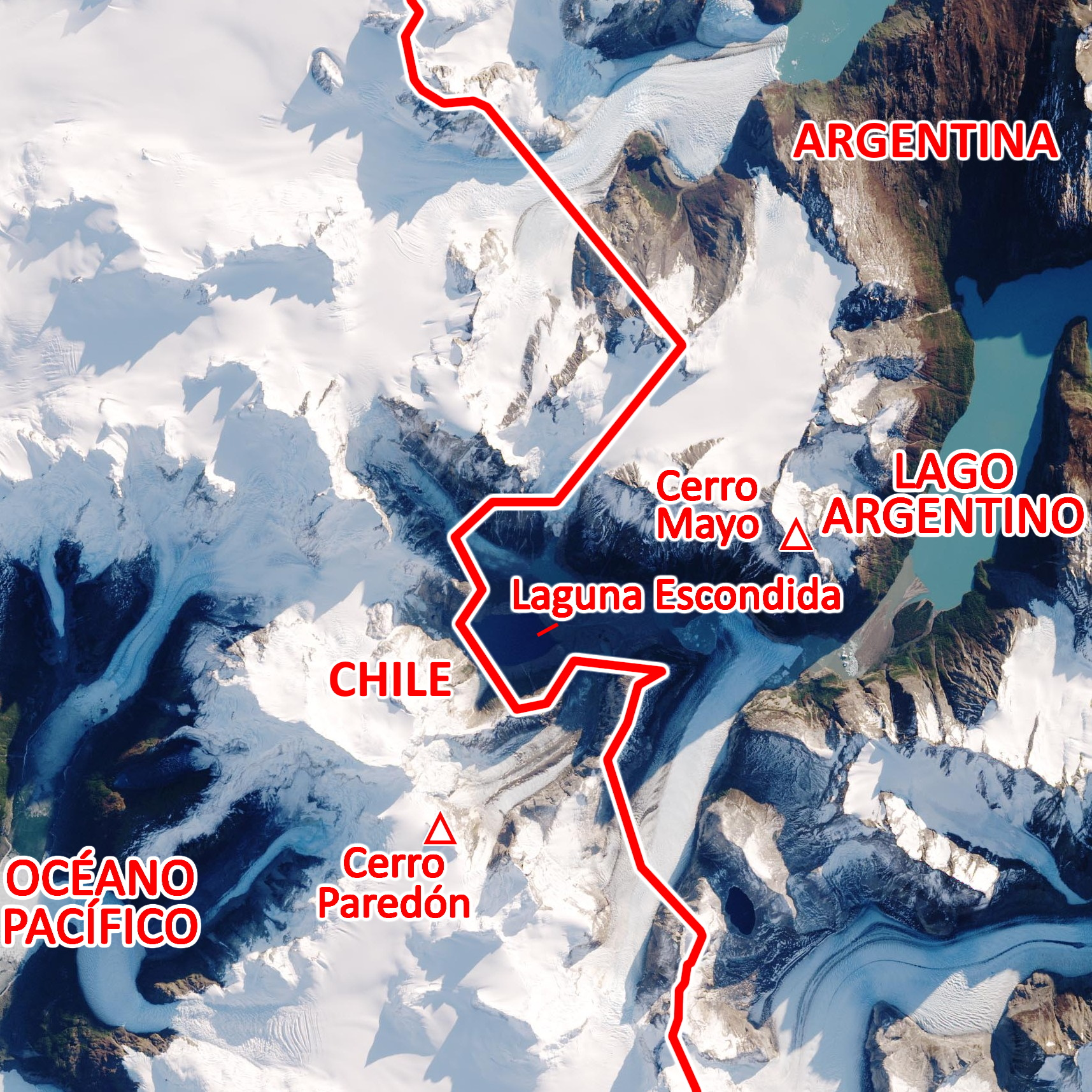
El cerro Mayo en las cercanías del límite entre Argentina y Chile en el campo de hielo patagónico sur.

En las cercanías se encuentra el glaciar homónimo, accesible desde en el seno Mayo del lago Argentino y el cerro Negro.
La cartografía chilena consideró este cerro como el verdadero cerro Stokes, cerro el cual divisado por la expedición de Fitz Roy y por los peritos de ambos países a comienzos del siglo XX (quienes consideraron al cerro Cervantes como el Stokes) además de considerarlo un hito fronterizo hasta el acuerdo de 1998.  Su ubicación geográfica ha variado en los mapas a lo largo del tiempo.

## Historia
Tras la firma del tratado de 1881 entre Argentina y Chile, el límite en la zona fue definido en 1898 por los peritos encargados de demarcar, Francisco Pascasio Moreno de Argentina y Diego Barros Arana de Chile. El Mayo fue declarado un hito fronterizo. Los peritos no tuvieron diferencias en la zona entre el monte Fitz Roy y el cerro Stokes a diferencia de los otros territorios que fueron sometidos a arbitraje en el laudo de 1902. Se definió el límite sobre los siguientes hitos montañosos y su continuidad natural: Fitz Roy, Torre, Huemul, Campana, Agassiz, Heim, Mayo y Stokes.
En 1998 se firma el «Acuerdo entre la República de Chile y la República Argentina para precisar el recorrido del límite desde el Monte Fitz-Roy hasta el Cerro Daudet», definiéndose la sección A y una pequeña parte de la B, quedando pendiente la zona entre el Fitz Roy y el Murallón.